# Live in Texas
Live in Texas er nu-metalbandet Linkin Parks første livealbum og deres anden DVD udgivet d. 18 november 2003. DVDen udkommer også med en bonus CD der indeholder 12 af sangene fra DVDen af. Koncerten blev optaget d. August 2 og August 3 gennem Summer Sanitarium Tour 2003 ved Reliant Stadium i Houston og Texas Stadium i Irving.

## Numre på DVDen
1. Don't Stay
2. Somewhere I Belong
3. Lying From You
4. Papercut
5. Points of Authority
6. Runaway
7. Faint
8. From the Inside
9. Figure.09
10. With You
11. By Myself
12. P5hng Me A*wy
13. Numb
14. Crawling
15. In the End
16. A Place for My Head
17. One Step Closer

## Numre på CDen
1. "Somewhere I Belong" – 3:39
2. "Lying from You" – 3:09
3. "Papercut" – 3:09
4. "Points of Authority" – 3:29
5. "Runaway" – 3:09
6. "Faint" – 2:49
7. "From the Inside" – 2:59
8. "P5hng Me A*wy" – 5:09
9. "Numb" – 3:09
10. "Crawling" – 3:29
11. "In the End" – 3:29
12. "One Step Closer" – 3:39

## Line-up
- Chester Bennington – vokalist
- Rob Bourdon – trommer
- Brad Delson – guitarist
- Dave "Phoenix" Farrell – bassist
- Joe "Mr. Hahn" Hahn – DJ
- Mike Shinoda – vokalist, Rapping, rytmeguitarist, keyboardspiller